# Università Marie Curie-Skłodowska di Lublino
L'Università Maria Curie-Skłodowska (in polacco: Uniwersytet Marii Curie-Skłodowskiej, UMCS) è stata fondata il 23 ottobre 1944 a Lublino in onore della scienziata Marie Curie.

## Struttura
L'ateneo è organizzato nelle seguenti facoltà:
- Arte
- Biologia e biotecnologie
- Chimica
- Economia
- Filosofia e sociologia
- Giurisprudenza
- Matematica, fisica e informatica
- Scienze della formazione e psicologia
- Scienze politiche
- Scienze della Terra e gestione del territorio
- Studi umanistici

## Rettori
I rettori dell'ateneo:
- Henryk Raabe (1944-1948)
- Tadeusz Kielanowski (1948-1950)
- Bohdan Dobrzański (1952-1955)
- Andrzej Burda (1955-1957)
- Adam Paszewski (1957-1959)
- Grzegorz L. Seidler (1959-1969)
- Zbigniew Lorkiewicz (1969-1972)
- Wiesław Skrzydło (1972-1981)
- Tadeusz Baszyński (1981-1982)
- Józef Szymański (1982-1984)
- Stanisław Uziak (1984-1987)
- Zdzisław Cackowski (1987-1990)
- Eugeniusz Gąsior (1990-1993)
- Kazimierz Goebel (1993-1999)
- Marian Harasimiuk (1999-2005)
- Wiesław A. Kamiński (2005-2008)
- Andrzej Dąbrowski (2008-2012)
- Stanisław Michałowski (dal 2012)